# Psychotria brunnea
Psychotria brunnea är en måreväxtart som beskrevs av Georg August Schweinfurth och William Philip Hiern. Psychotria brunnea ingår i släktet Psychotria och familjen måreväxter. Inga underarter finns listade i Catalogue of Life.